# Francis Decourrière
Francis Decourrière est un homme politique et dirigeant sportif français. Il est né le 22 novembre 1936 à Sars-et-Rosières (Nord). Il a été député européen, sous l'étiquette UDF, de 1994 à 2004.

## Biographie
En 2001, conseiller municipal de Valenciennes, il devient président du Syndicat intercommunal pour les transports urbains de la région de Valenciennes (Siturv) et vice-président aux transports et à l'aménagement du territoire de la communauté d'agglomération de Valenciennes Métropole.
En compagnie de Jean-Louis Borloo, Francis Decourrière inaugure le 16 juin 2006 la première ligne du Tramway de Valenciennes (9,5 km) et le 31 août 2007, l'extension de la ligne 1 de Valenciennes à Denain (8,8 km). 
Francis Decourrière a présidé l'équipe de basket féminin Union sportive Valenciennes Olympic, quadruple championne de France et double vainqueur de l'Euroligue en 2002 et 2004.
De juillet 2004 à juillet 2011, il est le président de l'équipe de football professionnelle Valenciennes Football Club. 
Sous sa présidence, le Valenciennes Football Club termine 1er de National en 2005 avec Daniel Leclercq et 1er de Ligue 2 en 2006, 17e de ligue 1 en 2007, 13e de ligue 1 en 2008, 12e de ligue 1 en 2009 avec Antoine Kombouaré et 10e de ligue 1 en 2010 puis 12e de ligue 1 en 2011 avec Philippe Montanier.

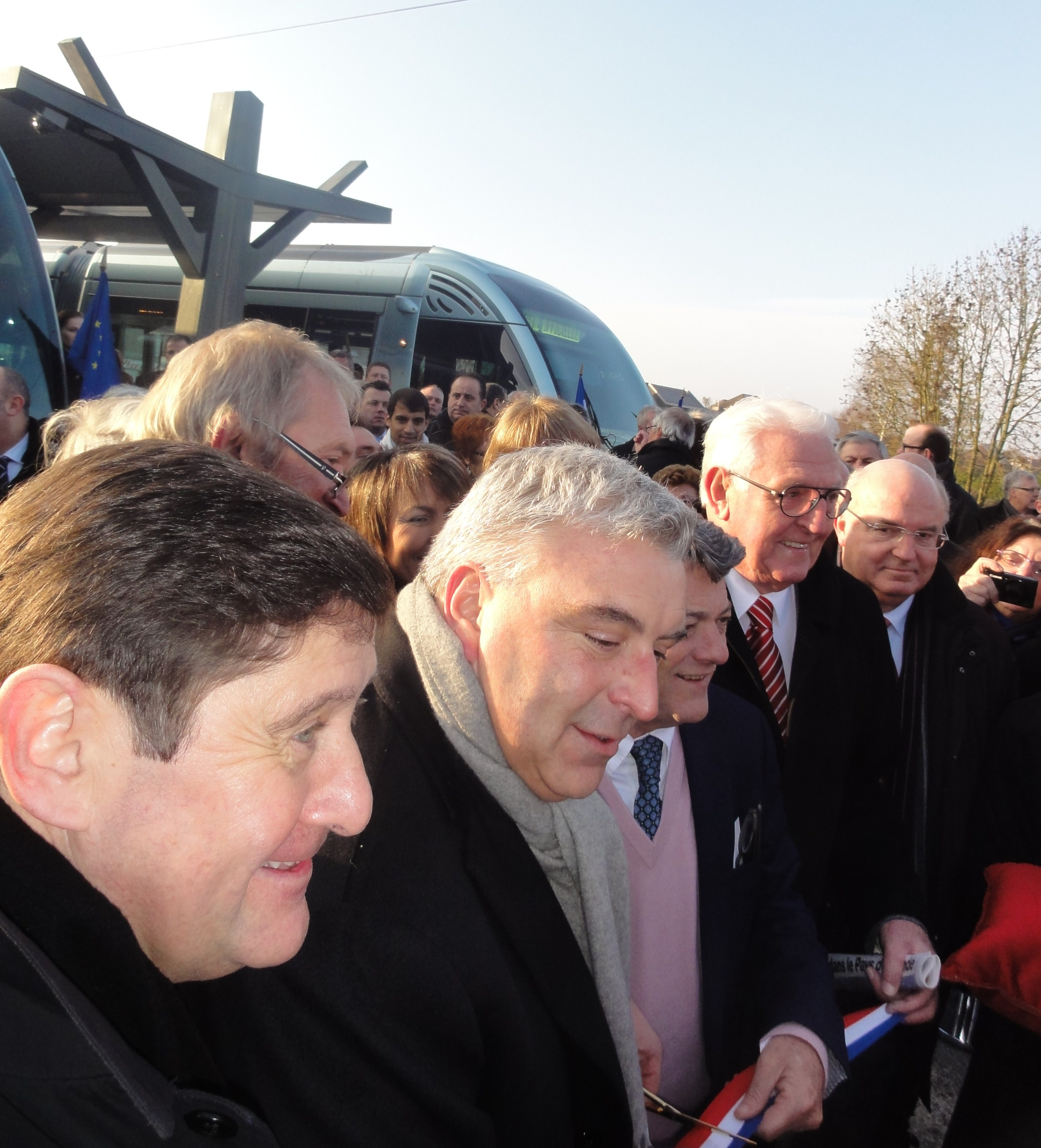
Le coupé de ruban lors de l'inauguration de la ligne du tramway.

Sous son impulsion, le VAFC s'est constitué en SASP en 2004, a ouvert son nouveau centre d'entraînement sur le site du Mont Houy en août 2008, son centre de formation sur même site du Mont Houy, inauguré par Bernard Laporte, alors Secrétaire d'État aux Sports, le 19 juin 2009. Président bâtisseur, Francis Decourrière reçoit la livraison par la communauté d'agglomération de Valenciennes Métropole du nouveau stade de Valenciennes, le Stade du Hainaut qu'il inaugure le 26 juillet 2011
Connu pour son franc-parler, il a été suspendu six mois par la Commission de discipline de la LFP pour «attitude, comportement et propos injurieux envers le corps arbitral» et plus précisément Tony Chapron après le match Valenciennes - Bordeaux du 13 mai 2009.
Au cours de sa présidence du VAFC, Francis Decourrière a plusieurs fois appelé de ses vœux l'organisation d'un "Grenelle du Football Français",,. 
Atteint par la limite d'âge et désireux de préparer sa succession, il cède la Présidence du VAFC à Jean-Raymond Legrand, le 28 juillet 2011. En septembre 2011, Président du Syndicat intercommunal pour les transports urbains de la région de Valenciennes (Siturv), Francis Decourrière pose le premier rail de la 2e ligne de tramway du valenciennois, qu'il inaugure le 13 décembre 2013.
Francis Decourrière est également le père de la secrétaire d'État Valérie Létard.